# Canadá en los Juegos Paralímpicos de Toronto 1976
Canadá estuvo representado en los Juegos Paralímpicos de Toronto 1976 por un total de 89 deportistas, 66 hombres y 23 mujeres.

## Medallistas
El equipo paralímpico canadiense obtuvo las siguientes medallas:
| Nombre                                             | Deporte            | Evento                                   |
| -------------------------------------------------- | ------------------ | ---------------------------------------- |
| Oro                                                |                    |                                          |
| J. Pacquette                                       | Atletismo          | Disco A femenino                         |
| J. Pacquette                                       | Atletismo          | Jabalina A femenino                      |
| J. Pacquette                                       | Atletismo          | Pentatlón A femenino                     |
| L. Baillargeon                                     | Atletismo          | Jabalina B femenino                      |
| L. Baillargeon                                     | Atletismo          | Pentatlón B femenino                     |
| B. Stanger                                         | Atletismo          | Salto de altura A femenino               |
| G. Bloomfield                                      | Atletismo          | Salto de altura B femenino               |
| Arnold Boldt                                       | Atletismo          | Salto de altura D masculino              |
| Arnold Boldt                                       | Atletismo          | Salto de longitud D masculino            |
| J. Harrison                                        | Atletismo          | 100 m D masculino                        |
| P. Colisto                                         | Atletismo          | 800 m 5 masculino                        |
| D. Lyons                                           | Atletismo          | Peso 2 masculino                         |
| P. Lynn                                            | Bolos sobre hierba | Individual B masculino                   |
| F. Widgory                                         | Bolos sobre hierba | Individual C masculino                   |
| V. Goetz P. Lynn                                   | Bolos sobre hierba | Dobles B masculino                       |
| D. Choptain                                        | Natación           | 100 m braza B femenino                   |
| D. Choptain                                        | Natación           | 100 m espalda B femenino                 |
| D. Choptain                                        | Natación           | 400 m estilos B femenino                 |
| G. Bloomfield D. Choptain L. Lahey Simmons         | Natación           | 4 × 100 m estilos B femenino             |
| Timothy McIsaac Jacques Pilon D. Wall D. Whitehead | Natación           | 4 × 100 m estilos A masculino            |
| D. Mellway                                         | Snooker            | Individual 2-5 masculino                 |
| G. Chrak                                           | Tenis de mesa      | Individual D masculino                   |
| J. Byrns                                           | Tiro               | Rifle amputación mixto                   |
| R. Thibodeau                                       | Tiro               | Rifle 1A-1C mixto                        |
| T. Parker                                          | Tiro con arco      | Distancia avanzada tetraplejia masculino |
| Plata                                              |                    |                                          |
| J. Pacquette                                       | Atletismo          | 60 m A femenino                          |
| T. Stevenson                                       | Atletismo          | 60 m A femenino                          |
| L. Raiche                                          | Atletismo          | Disco 4 femenino                         |
| L. Lahey                                           | Atletismo          | Disco B femenino                         |
| J. McDonald                                        | Atletismo          | Eslalon 5 femenino                       |
| D. Pidskalny                                       | Atletismo          | Jabalina D femenino                      |
| L. Baillargeon                                     | Atletismo          | Salto de longitud B femenino             |
| B. Stanger                                         | Atletismo          | Pentatlón A femenino                     |
| Simmons                                            | Atletismo          | Pentatlón B femenino                     |
| Eugene Reimer                                      | Atletismo          | Disco 4 masculino                        |
| Eugene Reimer                                      | Atletismo          | Pentatlón 4 masculino                    |
| Magella Belanger                                   | Atletismo          | 100 m C masculino                        |
| S. Holcomb                                         | Atletismo          | 100 m D masculino                        |
| P. Colisto                                         | Atletismo          | 1500 m 5 masculino                       |
| V. Goetz                                           | Atletismo          | 1500 m marcha B masculino                |
| C. Facey                                           | Atletismo          | Jabalina de precisión E masculino        |
| R. Muise                                           | Atletismo          | Maza 1B masculino                        |
| D. Cherenko                                        | Atletismo          | Pentatlón 1B masculino                   |
| Simmons                                            | Natación           | 100 m libre B femenino                   |
| Timothy McIsaac                                    | Natación           | 100 m mariposa A masculino               |
| Timothy McIsaac                                    | Natación           | 400 m estilos A masculino                |
| Denis Lapalme                                      | Natación           | 100 m braza C1 masculino                 |
| T. Parker                                          | Natación           | 25 m espalda 1C masculino                |
| B. Fegyverneki                                     | Natación           | 50 m espalda 4 masculino                 |
| Leslie Lam                                         | Tenis de mesa      | Individual 2 masculino                   |
| Joyce Murland                                      | Tiro               | Rifle amputación mixto                   |
| Bronce                                             |                    |                                          |
| J. Murland                                         | Atletismo          | Disco 1A femenino                        |
| J. Murland                                         | Atletismo          | Maza 1A femenino                         |
| D. Pidskalny                                       | Atletismo          | Jabalina de precisión D femenino         |
| D. Pidskalny                                       | Atletismo          | Peso D femenino                          |
| E. Ell                                             | Atletismo          | Jabalina 4 femenino                      |
| E. Ell                                             | Atletismo          | Pentatlón 4 femenino                     |
| T. Stevenson                                       | Atletismo          | Salto de longitud A femenino             |
| T. Stevenson                                       | Atletismo          | Pentatlón A femenino                     |
| L. Baillargeon                                     | Atletismo          | Peso B femenino                          |
| D. Crow                                            | Atletismo          | Pentatlón 3 femenino                     |
| C. Stoddard                                        | Atletismo          | 800 m 4 masculino                        |
| C. Stoddard                                        | Atletismo          | Eslalon 4 masculino                      |
| E. Batt                                            | Atletismo          | Eslalon 1A masculino                     |
| R. Muise                                           | Atletismo          | Disco 1B masculino                       |
| D. Lyons                                           | Atletismo          | Disco 2 masculino                        |
| Eugene Reimer                                      | Atletismo          | Jabalina 4 masculino                     |
| C. Bastarache                                      | Atletismo          | Pentatlón 2 masculino                    |
| C. Facey                                           | Atletismo          | Pentatlón E masculino                    |
| Jacques Pilon                                      | Bolos sobre hierba | Individual A masculino                   |
| J. Mitchell                                        | Natación           | 100 m espalda D femenino                 |
| Timothy McIsaac                                    | Natación           | 100 m espalda A masculino                |
| Timothy McIsaac                                    | Natación           | 100 m libre A masculino                  |
| Denis Lapalme                                      | Natación           | 100 m libre C1 masculino                 |
| P. Barnard L. Stewart                              | Tenis de mesa      | Equipo 3 femenino                        |
| N. Jamal Leslie Lam                                | Tenis de mesa      | Equipo 3 masculino                       |
| R. Thibodeau                                       | Tiro con arco      | Ronda tetraplejia A-C masculino          |